# 視覺藝術
視覺藝術（英語：Visual Arts），簡稱視藝，是一種藝術形式，是指本質上是以視覺目的為創作重點的作品，例如素描、繪畫、攝影、版畫、燈光和電影。而牽涉到三維立體空間物件的作品，例如雕塑、建築及陶艺則稱為造型藝術（plastic arts），但有時也視為是視覺藝術的一部份。許多其他的藝術形式也會包含視覺藝術的成份，因此在定義上並不是非常嚴格。許多的藝術形式（像表演藝術、概念藝術及紡織藝術）包括視覺藝術的概念在內，但也包括其他的藝術概念。許多应用艺术也列在視覺藝術中，例如工業設計、平面設計、服裝設計、室內設計及裝飾藝術等形式。
現今「視覺藝術」一詞的含义包括了绘画、雕塑、建筑、工艺美术、摄影，和各种与艺术有关的设计。在十九世紀下半葉工藝美術運動（Arts and Crafts movement）於英國等地興起之前，「視覺藝術家」僅指從事繪畫和雕塑創作的藝術家，而不包括從事手工藝（handicraft）的工藝美術藝術家。
在西方藝術中認為繪畫的藝術價值是視覺藝術中最高的，在東方藝術中也有類似的情形。在兩種文化中繪畫都是極高度依靠畫家的想像力，而且畫家最不需參與日常的勞動。在中國畫中評價最高的是「文人畫」，理論上是不太參與勞作的文人所畫。西方的藝術分類也有類似的情形。

## 教育和訓練
視覺藝術的訓練以往是利用學徒制及工坊系統來進行。在文藝復興後開始在學院系統中訓練藝術家，現在多半是在藝術學校中教授。視覺藝術也是大部份教育系統中的選修科目之一。

## 素描
素描是一種繪製图像的方式，可以用各種工具以及不同的技巧，一般是用一工具在一表面上施加壓力，以產生記號，用的工具有石墨鉛筆、筆及墨水、畫筆、色鉛筆、蠟筆、木炭、粉彩或麥克筆等。也可能會用數位的方式來模擬這些工具的效果，素描的基本技巧包括畫線、細線法、十字式筆觸（crosshatching）、不規則筆觸（random hatching）、塗鴉、點畫法及混合法等。

## 繪畫

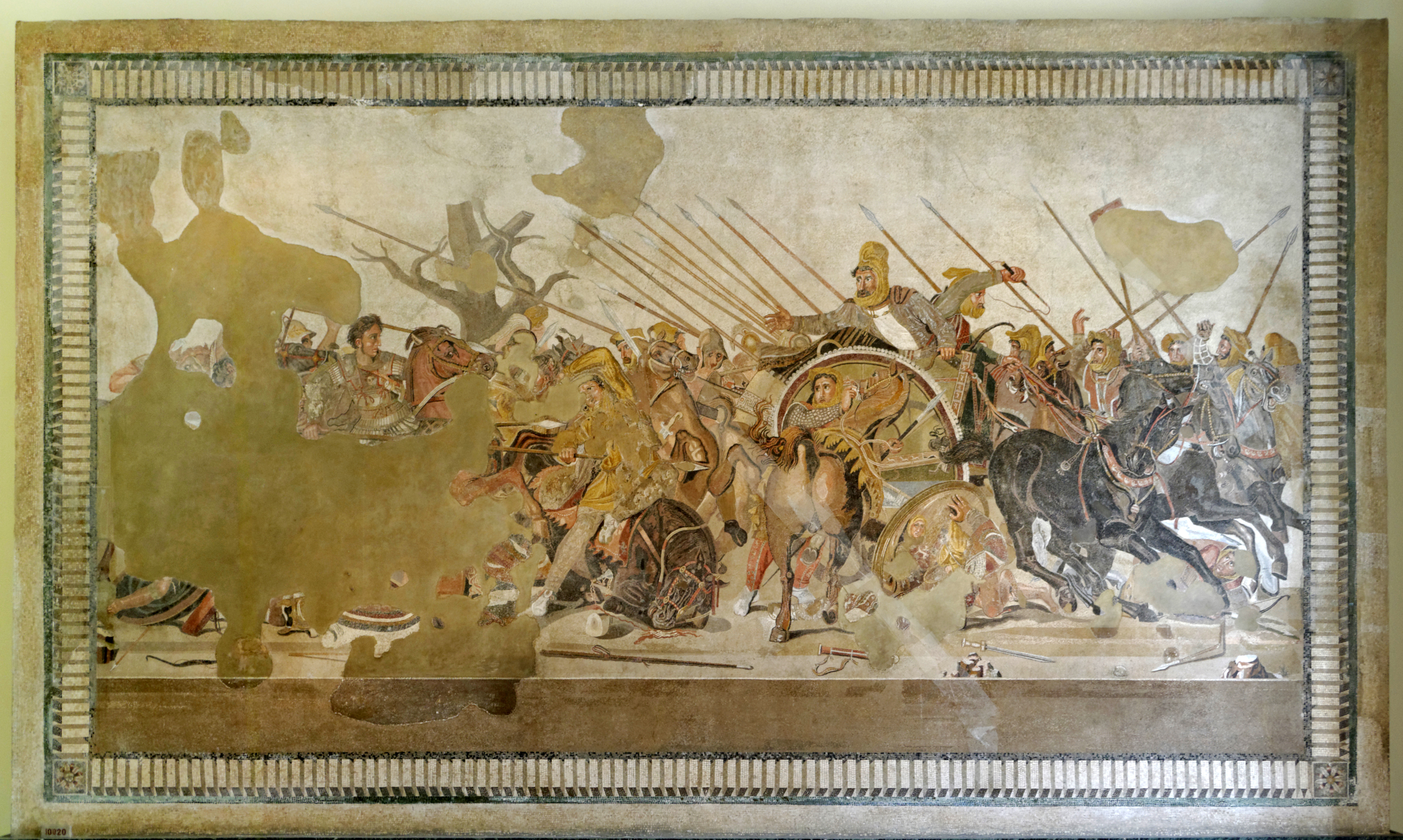
伊蘇斯戰役

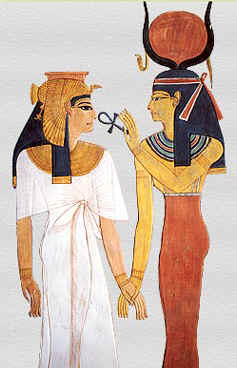
妮菲塔莉和伊希斯

繪畫可以定義為是將含有顏料的介質及繪製在一表面（例如紙、帆布或是牆面等）上。不過若考慮藝術層面的意義，繪畫需包括素描、構圖及（或）其他美學上的考量，以表達作畫者的概念及意圖。繪畫也可用來表達性靈上的主題或概念，這類的繪畫從陶器上的神話人物到西斯廷小堂的畫作。

## 版畫

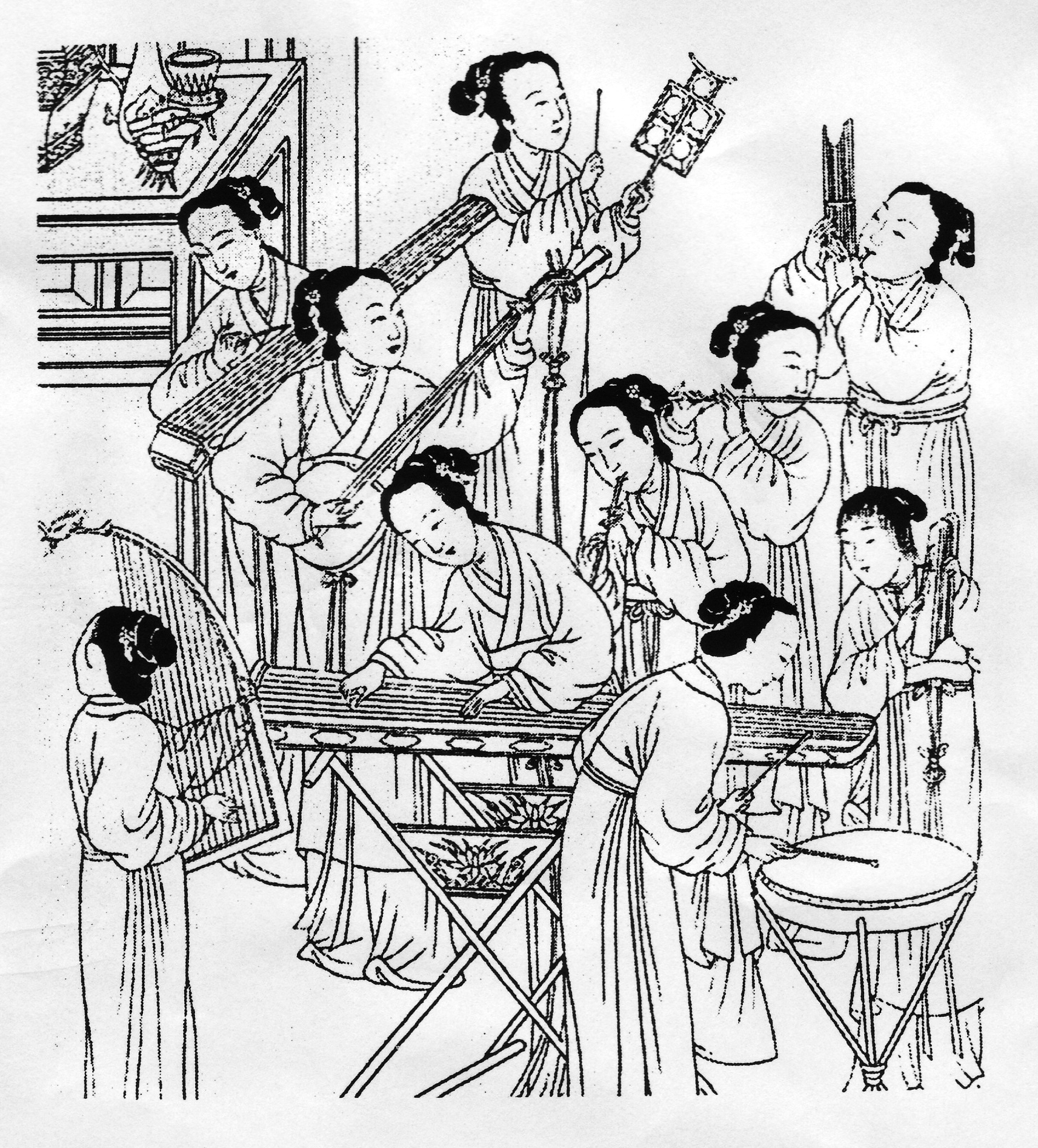
弦豎箜篌的中國版畫

版畫是因為藝術的原因，在一個網版上製作圖案，再將圖案用墨或是其他染料轉換到一個平坦的表面。除了單版畫外，同一個網版可以製作許多相同的畫。

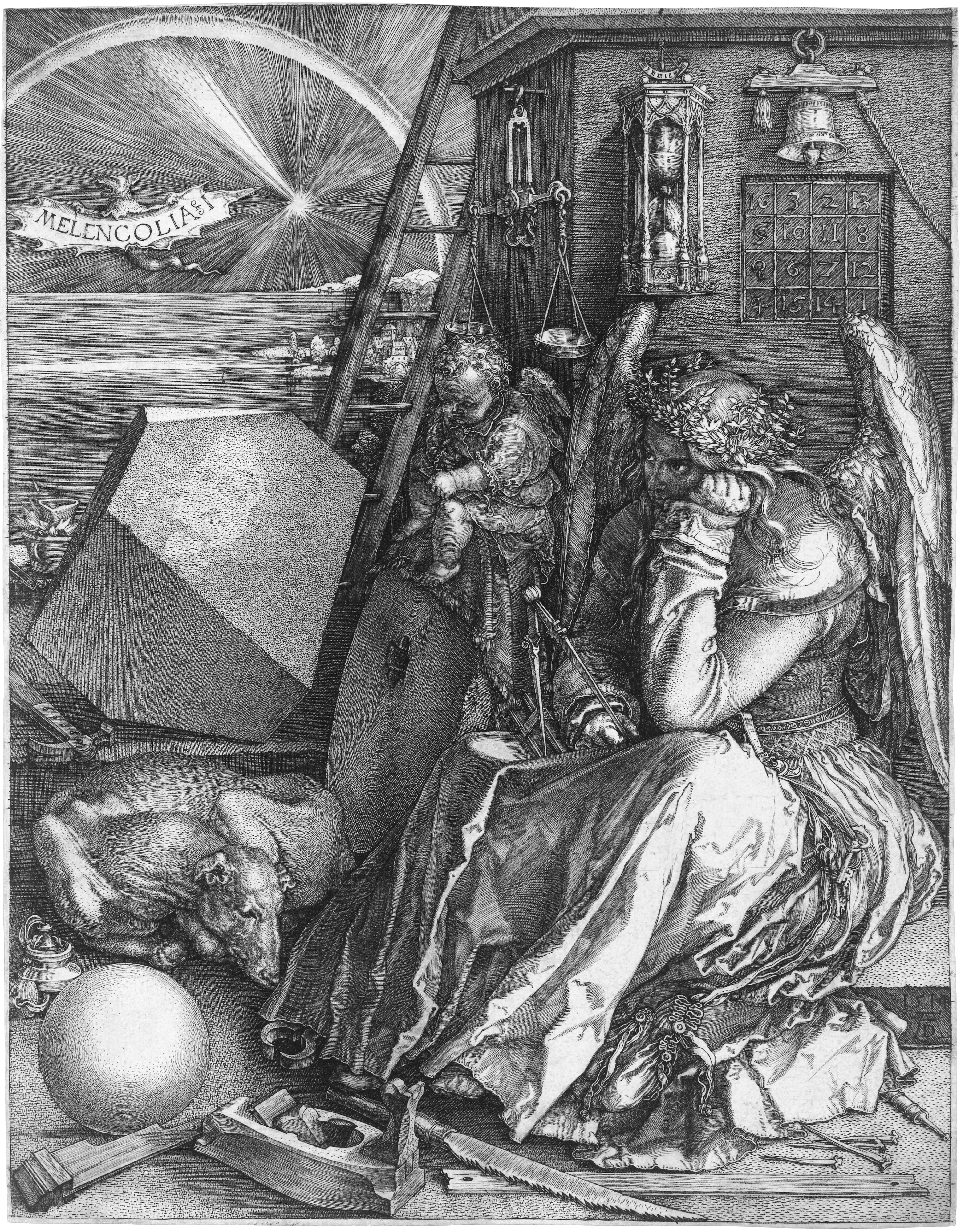
米開蘭基羅版畫

以往主要的版畫技術有木刻版畫、線雕、蝕刻版畫、平版印刷及絹印等，不過也有其他的方式，包括現代化的數位作法。一般而言版畫是印在紙上，不過也可以印在衣服、牛皮紙或其他材質上。

## 攝影
攝影是利用光來產生可保存圖像的一種方式。物體反射的光或是本身發出的光在經過一段時間的曝光，會記錄在感測媒介或是儲存晶片中。上述的動作可以用機械式的快門進行，使光子和感測媒介進行化學反應，或是用電子式的曝光，使感測晶片接收信號，攝影用到的設備稱為相機。

### 電影
電影製作是一個拍攝動態影片（電影）的過程，從最初的概念及研究，藉由寫劇本、拍攝及錄製、動畫或其他特效、剪接、配音及配樂，最後發行供觀眾欣賞。

## 参阅
- 美术
- 绘画
- 資訊藝術
- 前衛
- 珂拉琪
- 漫画
- 構圖
- 概念藝術
- 當代藝術
- 塗鴉
- 平面設計
- 工艺
- 裝飾藝術
- 設計
- 电影史
- 插畫
- 裝置藝術
- 綜合媒材
- 速寫
- 素描簿
- 聽覺藝術
- 手工艺
- 剪影
- 中國油畫

## 外部連結
- （英文）AHDS Visual Arts* （英文）ArtLex - 關於視覺藝術相關英語辭彙定義的線上字典
- （英文）藝術史時間線（页面存档备份，存于），大都會藝術博物館
- （中文）香港康樂及文化事物署 藝術推廣辦事處 （页面存档备份，存于）
- （中文）中華民國視覺藝術協會 （页面存档备份，存于）